# Viola oblonga
Viola oblonga är en violväxtart som beskrevs av Blatter. Viola oblonga ingår i släktet violer, och familjen violväxter. Inga underarter finns listade i Catalogue of Life.